# Cực Nam từ
Cực Nam từ của Trái Đất là một điểm trên bề mặt Trái Đất mà tại đó các đường sức từ hướng thẳng đứng lên trên. Cực nam từ khác với cực địa từ Nam.
Do yếu tố lịch sử, đầu của kim nam châm chỉ về hướng bắc nên thường gọi là "cực bắc" và đầu chỉ về phía nam gọi là "cực nam", nhưng thực chất về mặt vật lý học thì Nam cực từ của Trái Đất thực chất là cực bắc từ trường.
Cực Nam từ liên tục chuyển động do sự thay đổi của từ trường Trái Đất. Vào năm 2005, nó được xác định tại vị trí 64°31′48″N 137°51′36″Đ / 64,53°N 137,86°Đ, rất gần bờ biển Wilkes Land, Nam Cực. Điểm đó nằm bên ngoài Vòng Nam Cực. Do sự trôi cực từ, cực này di chuyển về phía tây bắc khoảng 10 đến 15 km mỗi năm.
| Cực Bắc từ | (2001) 81°18′B 110°48′T / 81,3°B 110,8°T  | (2004 est) 82°18′B 113°24′T / 82,3°B 113,4°T | (2005 est) 82°42′B 114°24′T / 82,7°B 114,4°T |
| Cực Nam từ | (1998) 64°36′N 138°30′Đ / 64,6°N 138,5°Đ. | (2004 est) 63°30′N 138°00′Đ / 63,5°N 138°Đ   |                                              |

## Khám phá
Một số nhà thám hiểm Pháp như Dumont d'Urville (1840), Mỹ Charles Wilkes (1838–42) và Briton James Clark Ross (1839–43) đã không thành công khi cố gắng tìm đến cực Nam từ. Ngày 16 tháng 1 năm 1909, Douglas Mawson, Edgeworth David, và Alistair Mackay) trong đoàn thám hiểm Numrod của Sir Ernest Shackleton đã tuyên bố tìm thấy cực Nam từ,, lúc đó nó nằm trên đất liền. Tuy nhiên, hiện tại có một số nghi ngờ rằng liệu ví trí đó có chính xác không.

## Cực địa từ Nam
Trường địa từ của Trái Đất có thể ước tính xấp xỉ bởi một lưỡng cực (giống như thanh nam châm) nghiêng (so với trục Trái Đất) đặt tại tâm Trái Đất. Cực địa từ Nam là giao điểm của trục lưỡng cực nghiêng này và bề mặt Trái Đất tại Nam bán cầu. Năm 2005, nó được xác định tại 79°44′N 108°13′Đ / 79,74°N 108,22°Đ , gần trạm Vostok. Do trường từ là một lưỡng cực không đối xứng, nên cực địa từ Nam không trùng với cực Nam từ. Hơn nữa, cực địa từ Nam cũng chuyển động do cực địa từ Bắc cũng chuyển động.